# Tournoi d'ouverture du championnat de Colombie de football 2006
Navigation
Tournoi précédent Tournoi suivant
Le tournoi d'ouverture de la saison 2006 du Championnat de Colombie de football est le premier tournoi de la cinquante-neuvième édition du championnat de première division professionnelle en Colombie. 
Les dix-huit meilleures équipes du pays disputent le championnat semestriel qui se déroule en deux phases :
- lors de la phase régulière, les équipes s'affrontent une fois plus une rencontre face à une formation du même secteur géographique.
- les huit premiers du classement disputent la phase finale (deux poules de quatre équipes), dont les deux vainqueurs se rencontrent lors de la finale nationale pour le titre.

C'est le club du Deportivo Pasto qui remporte la compétition, après avoir battu en finale le tenant du titre, le Deportivo Cali. C'est le tout premier titre de champion de l'histoire du club.

## Qualifications continentales
Le vainqueur du tournoi Ouverture se qualifie pour la phase de groupes de la prochaine édition de la Copa Libertadores. 

## Les clubs participants
| - Independiente Santa Fe - CD Los Millonarios - Real Cartagena - Deportes Tolima - Once Caldas - Independiente Medellin - Boyacá Chicó - Deportivo Pasto - Deportes Quindio | - Atlético Nacional - Atlético Huila - América de Cali - Atlético Bucaramanga - Deportivo Pereira - Cucuta Deportivo - Promu de Copa Premier - Deportivo Cali - Atlético Junior - Envigado FC |

## Compétition
Le barème utilisé pour établir l'ensemble des classements est le suivant :
- Victoire : 3 points
- Match nul : 1 point
- Défaite : 0 point

### Phase régulière
| Rang | Équipe                 | Pts | J  | G  | N | P  | Bp | Bc | Diff |
| ---- | ---------------------- | --- | -- | -- | - | -- | -- | -- | ---- |
| 1    | Once Caldas            | 37  | 18 | 10 | 7 | 1  | 31 | 15 | +16  |
| 2    | Cúcuta DeportivoP      | 37  | 18 | 11 | 4 | 3  | 29 | 14 | +15  |
| 3    | Deportes Tolima        | 32  | 18 | 9  | 5 | 4  | 36 | 19 | +17  |
| 4    | Atlético Nacional      | 30  | 18 | 9  | 3 | 6  | 27 | 19 | +8   |
| 5    | Deportivo Pereira      | 29  | 18 | 7  | 8 | 3  | 20 | 15 | +5   |
| 6    | CD Los Millonarios     | 28  | 18 | 7  | 7 | 4  | 27 | 23 | +4   |
| 7    | Deportivo CaliT        | 28  | 18 | 8  | 4 | 6  | 20 | 17 | +3   |
| 8    | Deportivo Pasto        | 27  | 18 | 7  | 6 | 5  | 28 | 21 | +7   |
| 9    | Deportes Quindío       | 27  | 18 | 8  | 3 | 7  | 18 | 17 | +1   |
| 10   | América de Cali        | 27  | 18 | 8  | 3 | 7  | 20 | 25 | -5   |
| 11   | Envigado FC            | 22  | 18 | 5  | 7 | 6  | 20 | 22 | -2   |
| 12   | Atlético Bucaramanga   | 21  | 18 | 6  | 3 | 9  | 17 | 23 | -6   |
| 13   | Boyacá Chicó           | 20  | 18 | 4  | 8 | 6  | 19 | 22 | -3   |
| 14   | Independiente Santa Fe | 20  | 18 | 5  | 5 | 8  | 24 | 32 | -8   |
| 15   | Atlético Huila         | 20  | 18 | 6  | 2 | 10 | 17 | 33 | -16  |
| 16   | Atlético Junior        | 17  | 18 | 4  | 5 | 9  | 22 | 29 | -7   |
| 17   | Independiente Medellín | 14  | 18 | 3  | 5 | 10 | 15 | 28 | -13  |
| 18   | Real Cartagena         | 7   | 18 | 2  | 1 | 15 | 14 | 30 | -16  |

|  | Qualification pour la phase finale |

### Phase finale

#### Demi-finales
Groupe A :
| Rang | Équipe            | Pts | J | G | N | P | Bp | Bc | Diff |  | Résultats (▼ dom., ► ext.) | DCa | Tol | OCa | Per |
| ---- | ----------------- | --- | - | - | - | - | -- | -- | ---- |  | -------------------------- | --- | --- | --- | --- |
| 1    | Deportivo Cali    | 12  | 6 | 3 | 3 | 0 | 11 | 6  | +5   |  | Deportivo Cali             |     | 2-2 | 2-1 | 4-1 |
| 2    | Deportes Tolima   | 9   | 6 | 2 | 3 | 1 | 9  | 8  | +1   |  | Deportes Tolima            | 0-0 |     | 4-0 | 2-1 |
| 3    | Once Caldas       | 7   | 6 | 2 | 1 | 3 | 7  | 10 | -3   |  | Once Caldas                | 0-1 | 1-1 |     | 3-1 |
| 4    | Deportivo Pereira | 4   | 6 | 1 | 2 | 3 | 10 | 13 | -3   |  | Deportivo Pereira          | 2-2 | 4-0 | 1-2 |     |

Groupe B :
| Rang | Équipe             | Pts | J | G | N | P | Bp | Bc | Diff |  | Résultats (▼ dom., ► ext.) | Pas | Cuc | Nac | Mil |
| ---- | ------------------ | --- | - | - | - | - | -- | -- | ---- |  | -------------------------- | --- | --- | --- | --- |
| 1    | Deportivo Pasto    | 13  | 6 | 4 | 1 | 1 | 9  | 5  | +4   |  | Deportivo Pasto            |     | 2-0 | 2-1 | 1-1 |
| 2    | Cucuta Deportivo   | 10  | 6 | 3 | 1 | 2 | 8  | 8  | 0    |  | Cucuta Deportivo           | 0-1 |     | 2-1 | 2-1 |
| 3    | Atlético Nacional  | 6   | 6 | 2 | 0 | 4 | 9  | 10 | -1   |  | Atlético Nacional          | 1-3 | 2-3 |     | 2-0 |
| 4    | CD Los Millonarios | 5   | 6 | 1 | 2 | 3 | 5  | 8  | -3   |  | CD Los Millonarios         | 2-0 | 1-1 | 0-2 |     |

#### Finale
| Équipe 1       | Résultat | Équipe 2        | Aller | Retour |
| -------------- | -------- | --------------- | ----- | ------ |
| Deportivo Cali | 1 - 2    | Deportivo Pasto | 0 - 1 | 1 - 1  |

## Bilan de la saison
| Championnat de Colombie de football 2006 |                             |
| Champion                                 | Deportivo Pasto (1er titre) |
| Qualifications continentales             |                             |
| Copa Libertadores 2007                   | Deportivo Pasto             |
| Promotions et relégations                |                             |
| Promus en Copa Mustang                   | Aucun                       |
| Relégués en Copa Premier                 | Aucun                       |